# Dorniella primitiva
Dorniella primitiva là một loài côn trùng trong họ Blattogryllidae thuộc bộ Grylloblattodea. Loài này được Storozhenko miêu tả năm 1992.